# Władysław Stachowski
Władysław Stachowski (ur. 16 maja 1887 w Doktorowie, zm. 13 lipca 1974 w Gostyniu) – regionalista, kolekcjoner, działacz społeczny.

## Życiorys
Władysław Jan Stachowski urodził się w Doktorowie jako pierworodny syn Wojciecha, mistrza brukarskiego i spedytora, oraz Praksedy z Dohnków. Miał ośmioro rodzeństwa. Szkołę powszechną i progimnazjum ukończył w Grodzisku. W latach 1899–1907 uczęszczał do gimnazjum w Rogoźnie. Był tam założycielem tajnej organizacji młodzieżowej o charakterze patriotycznym o nazwie Towarzystwo Tomasza Zana (TTZ). W latach 1905–1907 był prezesem tej organizacji. Będąc uczniem niższej prymy w dniu 9 marca 1907 roku został wydalony z gimnazjum za udział dwóch jego sióstr w strajku szkolnym. W latach 1909–1912 pracował w Berlinie w polskim banku „Skarbona”, studiując jednocześnie w Akademii Handlowej. W Berlinie współpracował z pismami tamtejszej Polonii: „Dziennikiem Berlińskim”, „Niedzielą” oraz „Polakiem na obczyźnie”. Był członkiem „Towarzystwa Przemysłowców i Młodzieży” oraz „Polskiego Komitetu Berlina i Brandenburgii”.
Po powrocie do kraju krótko pracował w Banku Ludowym w Chełmży, skąd w 1913 roku przeniósł się do Gostynia. Tam powołano go w skład zarządu „Banku Pożyczkowego”. W Gostyniu pełnił wiele funkcji społecznych. Był między innymi prezesem gostyńskiego gniazda „Sokoła”, aktywnym członkiem Towarzystwa Czytelni Ludowych. Należał do inicjatorów budowy gimnazjum gostyńskiego, pełniąc w komitecie budowy funkcję skarbnika. Jego żona Lubomira z Czabajskich kierowała księgarnią, założoną przez męża w 1925 roku. Niezwykły talent organizacyjny Stachowskiego, jego pozycja jako dyrektora banku, prezesa Towarzystwa „Sokół” oraz wykładowcy w miejscowej szkole zawodowej, pozwoliły mu na rozwinięcie szerokiej działalności kulturalnej.
Był jednym z założycieli Polskiego Towarzystwa Dramatycznego imienia A. Fredry „Fredreum”. Towarzystwo to odegrało znaczącą rolę w życiu kulturalnym Gostynia prowadząc teatr amatorski, zasobną bibliotekę, szeroką działalność odczytową oraz wydawniczą. Był inicjatorem powstania oraz wieloletnim redaktorem bardzo popularnego czasopisma „Kronika Gostyńska", wydawanego jako organ „Fredreum” w latach 1928–1939. Wydawnictwo dzięki zabiegom Stachowskiego pozyskało do współpracy wielu młodych regionalistów, a także grono znakomitych uczonych. 
Był autorem licznych publikacji historycznych opartych na materiałach źródłowych oraz przekazach ikonograficznych. Uznając jego zasługi w badaniach nad przeszłością regionu, przyjęto go w poczet członków Komisji Historycznej Poznańskiego Towarzystwa Przyjaciół Nauk. 

## Wybrane publikacje
- Szkoci w Gostyniu : przyczynek do dziejów mieszczaństwa gostyńskiego, Gostyń 1932.
- Rok 1848 w dawn. powiecie bukowskim, Kościan 1934.
- Towarzystwo Przemysłowców i Rzemieślników w Gostyniu; pamiątka 70-tej rocznicy istnienia (1866–1936), Kościan 1936.
- Przyczynki do dziejów Towarzystw Gostyńskich, Gostyń 1937.
- K.T. Prausmüller, W. Stachowski, Zapomniane pomniki : portrety trumienne w powiecie gostynińskim, Gostyń 1938.
- ponad 100 artykułów poświęconych historii ziemi gostyńskiej opublikowanych w „Kronice Gostyńskiej”.

## Ordery i odznaczenia
- Krzyż Kawalerski Orderu Odrodzenia Polski
- Srebrny Krzyż Zasługi (22 lipca 1952)[2]
- Odznaka „Zasłużony Działacz Kultury”